# Vysílač Dyleň
Vysílač Dyleň se nachází na stejnojmenném vrchu v nadmořské výšce 940 m n. m. Svým vysíláním pokrývá velké území Karlovarského kraje.

## Vysílač
Vzhledem k tomu, že se jedná o výrazný vrch s dalekým rozhledem do Bavorska, byla na něm postavena obytná budova pro vojenskou posádku, pozorovací a odposlouchávací věž. Probíhal zde monitoring rádiového provozu v téměř celém Bavorsku. Podobná věž sloužící ke stejným účelům naopak amerických výzvědných služeb stojí dodnes v Německu na hoře Schneeberg.
Odposlouchávací stanice ztratila svůj význam po sametové revoluci. V devadesátých letech 20. století bylo její vybavení demontováno, byla rekonstruována a v současnosti slouží jako retranslační věž, vysílač televizních a rozhlasových programů.
Díky výhodné poloze vysílače lze programy zachytit v dalekém okolí nejen v Česku, ale i v Horní Falci a Horních Francích.
Vrcholová věž i okolní objekty jsou dosud obehnány původním oplocením z ostnatého drátu a jsou pro veřejnost nepřístupné.

## Vysílané stanice

### Televize
Přehled televizních multiplexů šířených z vrchu Dyleň:
|        | Multiplex    | Kanál | Kmitočet | Výkon (ERP) | Polarizace   | Spuštěno       |
| ------ | ------------ | ----- | -------- | ----------- | ------------ | -------------- |
| DVB-T2 | Multiplex 24 | 45    | 666 MHz  | 50 kW       | horizontální | 19. února 2020 |

### Rozhlas
Přehled rozhlasových stanic vysílaných z vrchu Dyleň:
|    | Stanice          | Kmitočet  | Výkon (ERP) | Polarizace |
| -- | ---------------- | --------- | ----------- | ---------- |
| FM | Rádio Blaník     | 92,5 MHz  | 5 kW        | vertikální |
| FM | ČRo Radiožurnál  | 97,6 MHz  | 1 kW        | vertikální |
| FM | ČRo Karlovy Vary | 100,8 MHz | 1 kW        | vertikální |

## Ukončené vysílání

### Digitální vysílání DVB-T
Vypínání vysílání probíhalo 19. února 2020. Multiplex 4 byl spuštěn 30. listopadu 2011 a Přechodová síť 13 byla spuštěna dne 28. března 2018.
| Vypnuto        |        | Multiplex         | Kanál | Kmitočet | Výkon (ERP) | Polarizace   | Spuštěno           |
| -------------- | ------ | ----------------- | ----- | -------- | ----------- | ------------ | ------------------ |
| 19. února 2020 | DVB-T  | Multiplex 4       | 45    | 666 MHz  | 50 kW       | horizontální | 30. listopadu 2011 |
| 19. února 2020 | DVB-T2 | Přechodová síť 13 | 28    | 530 MHz  | 16 kW       | horizontální | 28. března 2018    |